# Alison dos Santos
Alison Brendom Alves dos Santos (født 3. juni 2000) er en brasiliansk atlet, der konkurrerer i hækkeløb. 
Han vandt bronze i 400 meter hækkeløb ved sommer-OL 2020 i Tokyo, hvor Karsten Warholm satte verdensrekord og vandt guld.